# Тиоацетат висмута
Тиоацетат висмута — неорганическое соединение,
соль висмута и тиоуксусной кислоты с формулой Bi(CH3COS)3,
бесцветные кристаллы.

## Физические свойства
Тиоацетат висмута образует бесцветные кристаллы.